# Chrioloba cinerea
Chrioloba cinerea là một loài bướm đêm trong họ Geometridae.